# Country Club Heights
Country Club Heights es un pueblo ubicado en el condado de Madison en el estado estadounidense de Indiana. En el Censo de 2010 tenía una población de 79 habitantes y una densidad poblacional de 107,78 personas por km².

## Geografía
Country Club Heights se encuentra ubicado en las coordenadas 40°7′27″N 85°41′16″O / 40.12417, -85.68778. Según la Oficina del Censo de los Estados Unidos, Country Club Heights tiene una superficie total de 0.73 km², de la cual 0.73 km² corresponden a tierra firme y (0%) 0 km² es agua.

## Demografía
Según el censo de 2010, había 79 personas residiendo en Country Club Heights. La densidad de población era de 107,78 hab./km². De los 79 habitantes, Country Club Heights estaba compuesto por el 100% blancos, el 0% eran afroamericanos, el 0% eran amerindios, el 0% eran asiáticos, el 0% eran isleños del Pacífico, el 0% eran de otras razas y el 0% pertenecían a dos o más razas. Del total de la población el 0% eran hispanos o latinos de cualquier raza.